# Sony α SLT-A33
Sony α SLT-A33 — Цифровий фотоапарат з напівпрозорим дзеркалом виробництва компанії Sony, представлений 15 вересня 2010 року. Дана модель — була першою й започаткувала цілу серію цифрових камер з напівпрозорим дзеркалом компанії Sony. Камера випускалася в трьох базових комплектаціях:
- SLT-A33 — тільки камера без об'єктивів (англ. Body)
- SLT-A33L — з об'єктивом Sony α DT 18-55 мм f/3,5-5,6 SAM (SAL1855)
- SLT-A33Y — з двома об'єктивами Sony α DT 18-55 мм f/3,5-5,6 SAM (SAL1855) та Sony α DT 55-200 мм f/4-5,6 SAM (SAL55200-2)